# Kuortane härad
Kuortane härad är ett före detta härad i Vasa län i Finland.
Ytan (landsareal) var 8618,4 km² 1910; häradet hade 31 december 1908 84.521 invånare med en befolkningstäthet av 9,8 inv/km².

## Landskommuner
De ingående landskommunerna var 1910 som följer:
- Alajärvi (Alijärvi)
- Alavo, finska: Alavus
- Evijärvi
- Filpula, finska: Vilppula
- Keuru, finska: Keuruu
- Kortesjärvi
- Kuortane (Kuurtane)
- Lappajärvi
- Lehtimäki
- Muldia, finska: Multia
- Pihlajavesi
- Soini
- Töysä
- Virdois, finska: Virrat
- Vindala, finska: Vimpeli
- Ätsäri, finska: Ähtäri

Keuru, Muldia och Pihlajavesi överfördes till Laukas härad 1916.